# Andrej Melnitjenko (längdskidåkare)
För entreprenören Andrej Melnitjenko, se Andrej Melnitjenko.
Andrej Leonidovitj Melnitjenko (ryska: Андрей Леонидович Мельниченко), född 21 maj 1992 i Krasnojarsk, är en rysk längdskidåkare som debuterade i världscupen den 23 januari 2016 i Nové Město na Moravě i Tjeckien. Hans första pallplats i världscupen kom när han blev trea på 30 km fristil den 8 december 2018 i Beitostølen i Norge.
Melnitjenko deltog vid olympiska vinterspelen 2018 tävlande för OAR.